# هنری ریبرن
سر هنری ریبرن (انگلیسی: Sir Henry Raeburn؛ ۴ مارس ۱۷۵۶ – ۸ ژوئیهٔ ۱۸۲۳) نقاش پرتره‌نگار اسکاتلندی بود. او به‌عنوان نقاش پرترهٔ پادشاه جرج چهارم در اسکاتلند فعالیت داشت.